# Tequila Herradura Express
El Tequila Herradura Express es un servicio de tren de pasajeros turístico mexicano que opera desde la estación de Guadalajara hasta la estación Amatitán. El tren hará recorridos de ida y vuelta desde la ciudad de Guadalajara hasta Amatitán, donde se encuentra Casa Herradura desde 1870.

## Historia
En conjunto con Grupo México Transportes, la destilería Tequila Herradura presentó el 23 de marzo de 2017, un nuevo proyecto que impulsará al turismo de lujo en Guadalajara.Todo el recorrido consta de un viaje hacia la destilería de esta marca, acompañada de una comida con música y bailes folclóricos típicos de Jalisco.